# Carbajalinos
Carbajalinos (en senabrés Carbalinos)  es una localidad española del municipio de Rosinos de la Requejada, en la provincia de Zamora, comunidad autónoma de Castilla y León.

## Geografía
Pertenece a la comarca de Sanabria, subcomarca del valle de la Requejada, al suroeste de la sierra de la Cabrera y en la falda de Peña Negra. Judicialmente pertenece al partido judicial de Puebla de Sanabria.
Popularmente, la población también se conoce como «Carbajalinos de la Requejada», en referencia al valle en el que se ubica.

## Topónimo
Carbajalinos, como diminutivo de Carbajal o Carbajales es un nombre de lugar relativamente común en el dominio lingüístico leonés. Los robles han recibido localmente el nombre de carbajos y carbizos. La forma patrimonial en el occidente leonés es carvayo < carvalio, con un valor genérico ‘roble’, cuya castellanización condujo a carbajo, nunca a carballo; en Zamora, sólo en áreas cercanas al gallego-portugués se registra, con regularidad, la forma palatal: carvalho, carvallo. Es abundantísima la progenie toponímica de esta base en Galicia. En cualquier caso, con este término se alude generalmente a la especie melojo (Quercus pyrenaica).

## Historia
Durante la Edad Media Carbajalinos quedó integrado en el Reino de León, cuyos monarcas habrían acometido la repoblación de la localidad dentro del proceso repoblador llevado a cabo en Sanabria.
Posteriormente, en la Edad Moderna, Carbajalinos fue una de las localidades que se integraron en la provincia de las Tierras del Conde de Benavente y dentro de esta en la receptoría de Sanabria. No obstante, al reestructurarse las provincias y crearse las actuales en 1833, la localidad pasó a formar parte de la provincia de Zamora, dentro de la Región Leonesa, quedando integrado en 1834 en el partido judicial de Puebla de Sanabria.
Finalmente, en torno a 1850, el antiguo municipio de Carbajalinos se integró en el de Rosinos de la Requejada.

### Carbajalinos en elDiccionario geográfico-estadístico-histórico de España y sus posesiones de Ultramar
CARBAJALINOS: lugar con ayuntamiento en la provincia de Zamora (17 leguas), partido judicial de Puebla de Sanabria (21/2), diócesis de Astorga (10), audiencia territorial y capitania general de Valladolid (28). SITUADO en una hondonada al pie de la sierra de Peña negra, que le resguarda de los vientos del norte; su CLIMA es frio y húmedo; sus enfermedades mas comunes, catarros. Tiene 16 CASAS cubiertas de paja la mayor parte; iglesia parroquial (San Cipriano), matriz de Monterrubio, servida por un cura de ingreso y presentacion del conde de Benavente; y 2 fuentes de buenas aguas. Confina el término, norte Truchas y Truchillas; este Villarejo de la Sierra, sur Santiago de la Requejada y Donei y oeste Escuredo; á una legua el mas distante. El TERRENO es de 2ª y 3ª clase, y le fertilizan las aguas de un regato que proviene de la sierra titulada Villarino y  Valdecabras. Los montes estan poblados de roble, brezo, castaños, y otros arbustos. Los caminos locales, recibe la CORRESPONDENCIA de la Puebla de Sanabria por cualquier vecino ó por medio del veredero, que con otros pueblos tiene este ajustado para recibir órdenes de la cabeza del partido. PRODUCTOS centeno, patatas y lino; cria ganado vacuno y cabrio; caza de perdices, liebres, conejos, corzos, ciervos y algun jabali, y pesca de truchas. INDUSTRIA Y COMERCIO: un molino que solo muele en el invierno; 2 tratantes de lienzos que lo compran en el pais y lo llevan á Toledo y otros puntos; y construccion de varios muebles de madera de roble y castaño, que cambian por gramos en Castilla. POBLACION: 8 vecinos 33 almas; CAPITAL PRODUCTOS 32,428: IMPONIBLE 3,013. CONTRIBUCION 990 reales 10 maravedíes. El PRESUPUESTO MUNICIPAL asciende á 100 reales y se cubre por reparto entre los vecinos.

## Patrimonio
Su iglesia parroquial data del siglo XVII, época en la que tenía una enorme riqueza debido a sus minas de cobre.

## Fiestas
Las Candelas, el 2 de febrero, y San Roque, el 16 de agosto.